# Boreostolus americanus
Boreostolus americanus är en insektsart som beskrevs av Peter Wolfgang Wygodzinsky och Stys 1970. Boreostolus americanus ingår i släktet Boreostolus och familjen Enicocephalidae. Inga underarter finns listade i Catalogue of Life.